# Križanje z dvema angeloma
Križanje z žalujočima Janezom Evangelistom in Devico Marijo ter dvema angeloma je tempera na tabli (60,5 × 33,5 cm) slikarja Paola Uccella iz okoli leta 1423, ki jo danes hranijo v zasebni zbirki.

## Zgodovina
Federico Zeri je sliko pripisal Giovanniju da Modeni (čeprav jo je kasneje katalogiziral med dela anonimnih poznogotskih florentinskih slikarjev). Luciano Bellosi pa je sliko kot prvi interpretiral kot mladostno delo Paola Uccella, sorodno sliki Madonna Del Beccuto.

## Opis in slog
V središču plošče je Kristus pribit na vitek križu, spodaj pa ga objokujeta tričetrtinski figuri žalujoče Marije in svetega Janeza Evangelista. Ob straneh umirajočega Jezusa dva angela zbirata kri, ki obilno teče iz ran na njegovem boku in rokah.
Delo pretresajo valoviti ritmi draperije v popolnem poznogotskem slogu, vendar posodobljeno z močno in eksperimentalno osvetlitvijo, zdaj 15. stoletja in pomembno študijo bolečih fizionomij, posodobljeno z najbolj inovativnimi Masaccievimi poskusi v Brancaccijevi kapeli. Gravure avreol so popolnoma združljive s tistimi iz Oxfordskega Oznanjenja: na Marijinem beremo Sa[n]ta Maria ora p[ro nobis]. Tisto Kristusa ima tudi motiv tkane rogoznice, ki ga najdemo tudi v Sveti Julij in zmaj v Melbournu. Podobnosti v primerjavi s prej omenjenima najdemo tudi v obdelavi las oziroma v oglatih angelskih figurah. Izvirni format in nenavadno prerezani na polovico žalujočih, ki se razprostirajo in štrlijo naprej iz križa, potrjujeta živahno izvirnost, ki je stalna značilnost del Paola Uccella.
Emilijanske sestavine (v zlatih nitkah draperije in v njihovi preveliki nabreknjenosti) lahko pojasnimo z umetnikovim prvim bivanjem v Bologni, ki sega morda okoli leta 1420.